# Bernard Looney
Bernard Looney est un homme d'affaires irlandais, né en 1970 dans le comté de Kerry.
Il est ancien directeur général de la multinationale de l’énergie BP où il était entré en 1991. Il a été contraint de démissionner le 12 septembre 2023, pour n’avoir pas déclaré toutes ses relations passées au sein de l’entreprise.

## Biographie

### Formation
Bernard Looney est titulaire d’une licence en génie électrique de l’University College Dublin, ainsi que d’une maîtrise en gestion de la Stanford Graduate School of Business,.

### Carrière
Bernard Looney entre comme ingénieur chez BP en 1991.
Il est successivement affecté dans divers types de postes à but opérationnel ou de gestion, dans plusieurs régions du monde, comme l’Alaska, le golfe du Mexique, le Viêt Nam et la mer du Nord britannique. Il fait notamment partie de l’équipe envoyée en urgence pour lutter contre la catastrophe de la plateforme pétrolière Deepwater Horizon en 2010 dans le golfe du Mexique.
Le 5 février 2020, il est nommé directeur général (« chief executive officer ») du groupe BP. En 2023, il est devenu le premier PDG à présider à une baisse de la valeur d'une pension de bp lorsqu'il a rejeté une proposition de coût de la vie des administrateurs du fonds de pension. Le 12 septembre 2023, il est contraint de démissionner de son poste de directeur général du groupe bp.

### Distinctions honorifiques
Bernard Looney est titulaire d’un doctorat honorifique de l’University College Dublin.
Il est également membre de la Royal Academy of Engineering, de l’Irish Academy of Engineering et de l’Energy Institute.